# František Fárek
František Fárek (10. srpna 1894 Lipník nad Bečvou – 24. září 1973 Suchdol) byl československý voják, zpravodajský důstojník, odbojář a politický vězeň Hitlerova nacistického Německa a poválečný příslušník ministerstva vnitra.

## Život

### Mládí
František Fárek se narodil 10. srpna 1894 v Lipníku nad Bečvou do rodiny zřízence Františka Fárka a jeho ženy Jany. Ve svém rodišti absolvoval obecnou školu a zde také v roce 1906 nastoupil na Česku zemskou vyšší reálku. Středoškolská studia ukončil maturitou v prvním roce světového konfliktu. Bylo jisté, že válka zasáhne i do jeho mladého života.

### První světová válka
V červnu následujícího roku vstoupil do rakousko-uherské armády jako tzv. jednoroční dobrovolník k c. k. pěšímu pluku 57 K. K. Infanterieregiment Nr. 57. V únoru roku 1916 ho po absolvování školy pro důstojnické čekatele a pokračovacího kurzu v Opavě a v Olomouci vyřadili jako kadeta aspiranta a poté ho čekaly zákopové boje na korutanské frontě. V únoru 1916 utržil zranění pravé nohy. Po krátkém pobytu v polním lazaretu se vrátil zpět na frontu. V červnu stejného roku ale prodělal další a vážnější zranění, s jehož následky se v podstatě potýkal až do konce života. Následně až do 16. července pobýval v nemocničním ošetřování. Od května 1917 do října 1917 prošel úderným kurzem a kurzem zvláštních bojových prostředků. Následně dále působil na Italské frontě v různých hodnostech až do vzniku samostatné republiky.

### Poválečná služba
Do nové československé armády se poručík Fárek přihlásil hned na konci října roku 1918. Až do května 1919 působil v rodném Lipníku nad Bečvou ve strážní rotě. Poté jej v hodnosti nadporučíka přidělili k Pěšímu pluku 67 (pozdějšímu Pěšímu pluku 14), se kterým se zúčastnil bojů proti Maďarům u Tornaľe, Plešivce a Rožňavy, kde si vysloužil vyznamenání Válečným křížem. Velkou část následujícího roku však trávil v nemocnicích. Po propuštění z nemocnice nebyl schopen řadové služby, tak začal zastávat funkci zpravodaje stálého disciplinárního výboru. Po ukončení rekonvalescence v roce 1921 se vrátil na Slovensko, kde nastoupil službu u Pěšího pluku 14 v Košicích. Československo považovalo za hlavní hrozbu Maďarsko, které se jen těžce smiřovalo s územními změnami po konci války. Po několika změnách se dostal do funkce zpravodajského důstojníka I. kategorie. Zásadní zlom ve Fárkově kariéře nastal v roce 1929. V říjnu onoho roku došlo k jeho přemístění přímo ke 2. oddělení HŠ do Prahy. Po nástupu do Prahy Fárek díky svým zkušenostem převzal maďarský referát výzvědné sekce P-1 pátrací skupiny B 2. oddělení HŠ. Na jaře 1930 došlo k vybudování prvního, zcela zakonspirovaného výzvědného pracoviště, jež působilo mimo rámec oficiální vojenské struktury. Šlo o takzvanou předsunutou agenturní ústřednu (PAÚ), která se pod vedením kapitána Františka Fárka etablovala v Liberci.

#### Případ bankovního domu Franze Dobianera
Právě Fárkovo působení v Liberci je spojeno s jednou důmyslnou zpravodajskou akcí československé rozvědky. Koncem roku 1931 byl Fárek upozorněn na říšského Němce, který do města často jezdil s aktovkou naditou písemnostmi. Jednalo se o žádosti říšských Němců o finanční půjčky. Dotyčný vypověděl, že pracuje pro jistého Dobianera, který se zabývá poskytováním úvěrů osobám v Německu. Fárka tento zmíněný Franz Dobianer zaujal a setkal se s ním. Dobianer se dovtípil, o co vlastně jde a sám se, zřejmě i kvůli značně křehkému postavení vůči československým úřadům, jako užitečný nabídl. Ze zájemců o Dobianerův úvěr se měli získávat v Německu spolupracovníci. Mělo jít hlavně o lidi zaměstnané ve státní správě a v ozbrojených sborech. Z důležitých agentů, které se podařilo získat uvedených náborem, lze uvést například přednostu německého Grenzkomisariátu (pasové kontroly) na společném nádraží v Děčíně Bruna Kurta Ulbrichta.
Dosavadní přednosta pátrací skupiny a Fárkův přítel plk. Mojmír Soukup byl v roce 1934 ve funkci nahrazen mladším a ambicióznějším pplk. gšt. Františkem Moravcem, s jehož razantním nástupem se změnilo také zaměření skupiny. Oproti dřívějšímu zaměření na informace širších vojenskopolitických souvislostí se začala prosazovat užší a vyhraněně vojenská koncepce. Reorganizace se nutně dotkla jak stávajících předsunutých agenturních ústředen, tak vlastního personálu. Po změnách se František Fárek objevil na nové a podle jeho slov také lépe personálně vybavené PAÚ v Ústí nad Labem s krycím názvem Teta. Sídlo v Ústí nad Labem nebylo trvalé a postupem doby se celá ústředna z bezpečnostních důvodů přestěhovala do Litoměřic. Také ve změněných podmínkách pokračovala původní zpravodajská práce. Z bezpečnostních důvodů Franz Dobianer již v červenci roku 1936 obdržel novou identitu. Pomocí falešných dokladů nyní vystupoval jako Josef Müller. V březnu roku 1937 získal německý Abwehr určité povědomí o aktivitách československých PAÚ v severočeském pohraničí. již na přelomu let 1936 až 1937 byla odhalena skutečná identita nejen Františka Fárka. V Německu byla navíc spuštěna rozsáhlá zatýkací akce mezi Dobianerovými makléři. Začátkem léta roku 1937 Abwehr spolu s Gestapem spustil rozsáhlou kampaň, do které měla být zapojena široká německá veřejnost. V srpnu onoho roku vyšel v říšskoněmeckých časopisech a novinách článek, který upozorňoval na pochybné peněžní ústavy se zpravodajským náborem. V něm padlo i jméno Franze Dobianera, bezprostředně po zveřejnění článku mu byla poskytnuta policejní ochrana. V uvedené době ale František Fárek u PAÚ Teta již několik měsíců nepůsobil, protože zřejmě již v květnu roku 1937 byl odeslán na pražské ústředí. Po návratu na 2. oddělení dostal v sekci P-1 na starost kontrolu všech měsíčních vyúčtování předsunutých agenturních ústředen.

#### Období před 2. světovou válkou
Zpět na 2. oddělení hlavního štábu se Fárek vrátil skutečně až 30. dubna 1938, tedy nedlouho před květnovými mimořádnými opatřeními. Následně působil v rámci stálé pohotovosti u tzv. O-služby (odposlouchávací služby), která měla na starosti odposlechy cizích zastupitelských úřadů v Praze. Největší pozornost zpravodajci samozřejmě věnovali německému zastoupení v Praze, jehož odposlech byl navíc nahráván speciálním zařízením. František Fárek se zpravodajským oddělením prodělal také zářijovou mobilizaci se stěhováním do Vyškova, kdy měl spolu se škpt. Aloisem Čáslavkou na starosti přesun zpravodajského materiálu a operační pokladnu. Na 2. oddělení Hlavního velitelství tak prožil i tragické mnichovské události, po kterých byla ofenzivní činnost proti nacistickému Německu oficiálně zakázána. Bez vědomí nadřízených míst ale bylo koncem roku 1938 zorganizováno tzv. Agenturní pátrací ústředí proti Německu (APÚN), o jehož existenci ale vědělo několik málo osob. Činnost a organizace původních PAÚ se pod vlivem nových podmínek také radikálně změnila. Po zaktivizování slovenských politických kruhů v březnu roku 1939 začala pražská vláda nad východní částí svého území pomalu ztrácet kontrolu. Jako zvláštní pozorovatele vyslalo zpravodajské ústředí 6. března 1939 na Slovensko několik zpravodajských důstojníků včetně Františka Fárka. V průběhu několika málo dní situace na východě republiky vygradovala a poslední den svého pobytu v Trenčíně byl škpt. Fárek již svědkem protičeských scén. Konečně 13. března 1939 Fárek obdržel radiodepeši z Prahy s rozkazem k návratu.
Ve zjitřené atmosféře se František Fárek ráno 14. března 1939 hlásil na 2. oddělení HŠ. Jak později podotkl, o jeho referát již nikdo nestál. V den, kdy prezident Hácha odjel na jednání do Berlína, zajistil vedoucí odposlouchávací služby škpt. Alois Čáslavka na meziměstské centrále na Žižkově zapojení Berlína. Kromě toho služba odposlouchávala telefonáty všech zahraničních legací a zčásti také běžný provoz. Dne 15. března v 0:35 hodin se podařilo natočit telefonickou rozmluvu s arm. gen. Janem Syrovým o nadcházející okupaci českých zemí. Okamžitě byl zalarmován celý hlavní štáb. Současně se přistoupilo k likvidaci zpravodajského materiálu, včetně materiálů z konspiračních pracovišť v Praze.

### Protinacistický odboj
Bývalí zpravodajští důstojníci měli povahou svého předchozího povolání jisté předpoklady a během několika dnů se v rámci likvidovaného 2. oddělení HŠ začaly etablovat první odbojové složky. Fárek se již první den okupace sešel se svými kolegy štábními kapitány Antonínem Longou a Aloisem Čáslavkou v kavárně na Veletržní třídě. Usoudili, že budou pokračovat ve zpravodajské činnosti. Fárek se jako nejstarší ujal vedení vznikající odbojové buňky, která byla známá pod názvem Tři konšelé. Fárek se po poradě s Longou a Čáslavkou pokusil k volné spolupráci ve skupině získat další vhodné adepty. Volba padla především na pplk. Tomáše Houšku, bývalého vedoucího německé sekce studijní skupiny a Fárkova přítele ze zpravodajského působení v Košicích.
Velice důležité bylo zajištění kvalitního spojení se zahraničím. Na základě Fárkova příkazu Čáslavka již 15. března kontaktoval exponenta britské zpravodajské služby v Praze mjr. Harolda Gibsona. Ten přislíbil pomoc při kontaktování plk. gšt. Moravce do Londýna, ale nakonec z jeho pomoci sešlo. Více jim v otázce spolupráce a spojení s Londýnem zpočátku vyšli vstříc Francouzi – plk. dʼAbord a zpravodajský přidělenec mjr. Henri Gouyou. Tři Konšelé přes ně zaslali dopis československému vojenskému atašé v Paříži s prosbou, aby na jejich činnost upozornil Františka Moravce. Následně poslali ještě jeden dopis s podobným obsahem přímo Moravcovi. Ten potvrdil další spolupráci a požádal je, aby se postarali o rodiny uprchlých zpravodajských důstojníků. Zanedlouho jim přišla druhá zpráva s přehledem mezinárodní situace, o činnosti britské zpravodajské skupiny a se vzkazy pro rodiny uprchlých důstojníků. Spolupráce však brzo začala váznout, zvláště kvůli nedostatku zájmu francouzské strany.
Konšelé pracovali více méně samostatně, sloučení s odbojovou skupinou Obrana národa odmítali, a taktéž se snažili se do svých aktivit nezapojovat více osob, než bylo nutné. Nicméně tato pravidla budila spíše falešný pocit jistoty. Pro vzájemnou provázanost německá tajná policie v prvních měsících okupace likvidovala jednu odbojovou skupinu za druhou. Smyčka kolem Františka Fárka a jeho spolupracovníků se začala pomalu utahovat po velké razii na přelomu srpna a září roku 1939 proti tzv. skupině Schmoranzových tiskových důvěrníků, ve které působilo množství bývalých zpravodajských důstojníků. Indicie směřující na ilegální aktivity Konšelů a Tomáše Houšky příslušníci Gestapa získali z výslechových protokolů zajištěných členů Schmoranzovy skupiny. Koncem října 1939 Fárkovi přišel domů dopis, který obsahoval německé sdělení asi v tomto smyslu: „Pozor! Gestapo se zajímá o vás a vaši činnost!“. Pro všechny případy museli Konšelé připravit a sladit výpovědi. Dohodli se na tom, že všechno popřou a případně svedou na Aloise Čáslavku, který už byl s rodinou v bezpečí. V nejhorším případě se měli doznat k pomoci při přesunu rodin londýnských zpravodajců.

### Vězení
6. listopadu 1939 byl Fárek ve svém bydlišti zatčen. Ještě téhož dne se poprvé dostal k nechvalně známému komisaři pražského Gestapa Oskaru Fleischerovi. Výslech se neustále stáčel k osobě ministerského rady Schmoranze a ke skupině jeho tiskových důvěrníků, se kterými neměl Fárek skutečně skoro nic společného. Z toho vyplývalo, že gestapo nic konkrétního nemá. Dramaticky se situace změnila 14. prosince 1939, kdy byli mimo jiné zatčeni Longa a Tomáš Houška. Zvláště Houška byl podrobován těžkým výslechům, sice učinil částečné doznání, ale 21. prosince spáchal sebevraždu skokem z okna.
Dne 4. září 1940 je dali k jejich překvapení spolu s dalšími vězni do společné transportní cely a mohli tak zrekapitulovat vše, co věděli a co u výslechu řekli. Následně je převezli do drážďanské věznice na Mathildenstrasse. Vlastní obžaloba Františka Fárka vinila nejen z likvidace zpravodajských materiálů, ale navíc z toho, že spolu s Longou a Čáslavkou převzali péči o rodiny uprchlých zpravodajských důstojníků a posléze jim tak pomohl k ilegálnímu odchodu do Polska. Lidový soud v Berlíně Františka Fárka a Antonína Longu nakonec odsoudil k desetiletému trestu káznice. Oba dva si mohli částečně oddechnout, protože obžaloba navrhovala trest smrti. Po pobytech v několika věznicích Fárka vyrazil dne 25. dubna 1945 z věznice ve Straubingu na pochod smrti do Dachau. Z pochodu uprchl a dostal se k americké armádě.

### Poválečné období
15. května 1945 byl František Fárek převezen do Chebu a přes Plzeň se o den později dostal Prahy za rodinou. Jeho kamarád Alois Čáslavka se zanedlouho ozval ze zahraničí, ale marně čekali na posledního Konšela Antonína Longu. Ten byl prohlášen za nezvěstného a jeho osud není dodnes známý. Zdravotní stav mu nedovoloval v armádě dále setrvat. Nicméně došlo k jeho povýšení do hodnosti podplukovníka pěchoty a za své odbojové aktivity byl vyznamenán Československým válečným křížem 1939, Československou medailí za chrabrost a Československou medailí za zásluhy I. stupně.
U zpravodajství ale setrval, když ho jeho předválečný kolega gen. Josef Bartík vyzval ke spolupráci v tzv. odboru pro politické zpravodajství (odbor Z, pozdější odbor VII) 93 při ministerstvu vnitra. Fárek zde koncem května roku 1945 obdržel funkci vrchního odborového rady a na starost dostal evidenční a technickou problematiku. S přímým výkonem zpravodajské služby tak neměl nic společného. V důsledku měnící se politické konstelace bylo setrvání dříve exponovaných osob ve vrcholných pozicích nereálné. Zvláště to platilo o bývalých zpravodajských důstojnících. Právě Fárkův přítel a současně představený gen. Bartík musel v důsledku tohoto politického soupeření v lednu roku 1946 ze své funkce odejít.
Fárek se také dostal pod nenápadnou kontrolu bezpečnostních složek. Příslušníci komunisty ovládaného 5. (obranného) oddělení HŠ MNO ho podezírali ze styků s dalším předmnichovským zpravodajcem gen. Františkem Moravcem. Události počátku roku 1948 ovlivnily osudy Františka Fárka prakticky po všech stránkách. V prvé řadě komunistický převrat zasáhl do jeho profesního života. Události dostaly rychlý spád a již 10. března 1948 Františka Fárka zajistili příslušníci StB a současně u něj provedli domovní prohlídku. Vyšetřovatelé se zajímali o jeho činnost na ministerstvu a také styky s Josefem Bartíkem. O týden později ale došlo k jeho propuštění.
Relativního klidu si ale neužil dlouho. V lednu roku 1949 ho zatkli podruhé a okamžitě byl předán do vazby Státního soudu v Praze. Podle tajné policie měl mít povědomí o údajně plánované emigraci své neteře a jejího manžela, bývalého příslušníka RAF, mjr. Františka Fábery. Rozsudek Státního soudu v Praze ho však naštěstí vznesených obvinění zprostil. Jeho neteř ale soud odsoudil k dvouletému a jejího manžela dokonce k pětiletému nepodmíněnému trestu.
Těsně před pádem komunistického režimu byl na základě jeho knihy Stopy mizí v archivu sepsán ještě scénář pro televizní inscenaci Bankovní dům Daubner inspirovaný činností Franze Dobianera. Dne 24. září 1973 František Fárek zemřel.